# Ludovic Gal
Ludovic Gal (ur. 9 maja 1909 w Dănești, zm. 14 września 1944 w Corund) – rumuński maratończyk. Uczestnik Igrzysk Olimpijskich w 1936 w Berlinie. Na igrzyskach olimpijskich zajął w maratonie 23. miejsce z wynikiem 2:55:02,0. W latach 1934–39 Gal sześciokrotnie zdobył tytuł Mistrza Rumunii w Maratonie.
W 1933 jako pierwszy zawodnik spoza Grecji wygrał Mistrzostwa Grecji w Maratonie osiągając wynik: 3:02:41.
Ludovic Gal trzykrotnie (w 1932, 1933 i 1934) wygrał mistrzostwa Bałkanów w maratonie.